# Liste von Reinigungsgeräten gemäß den Kennblättern fremden Geräts D 50/1

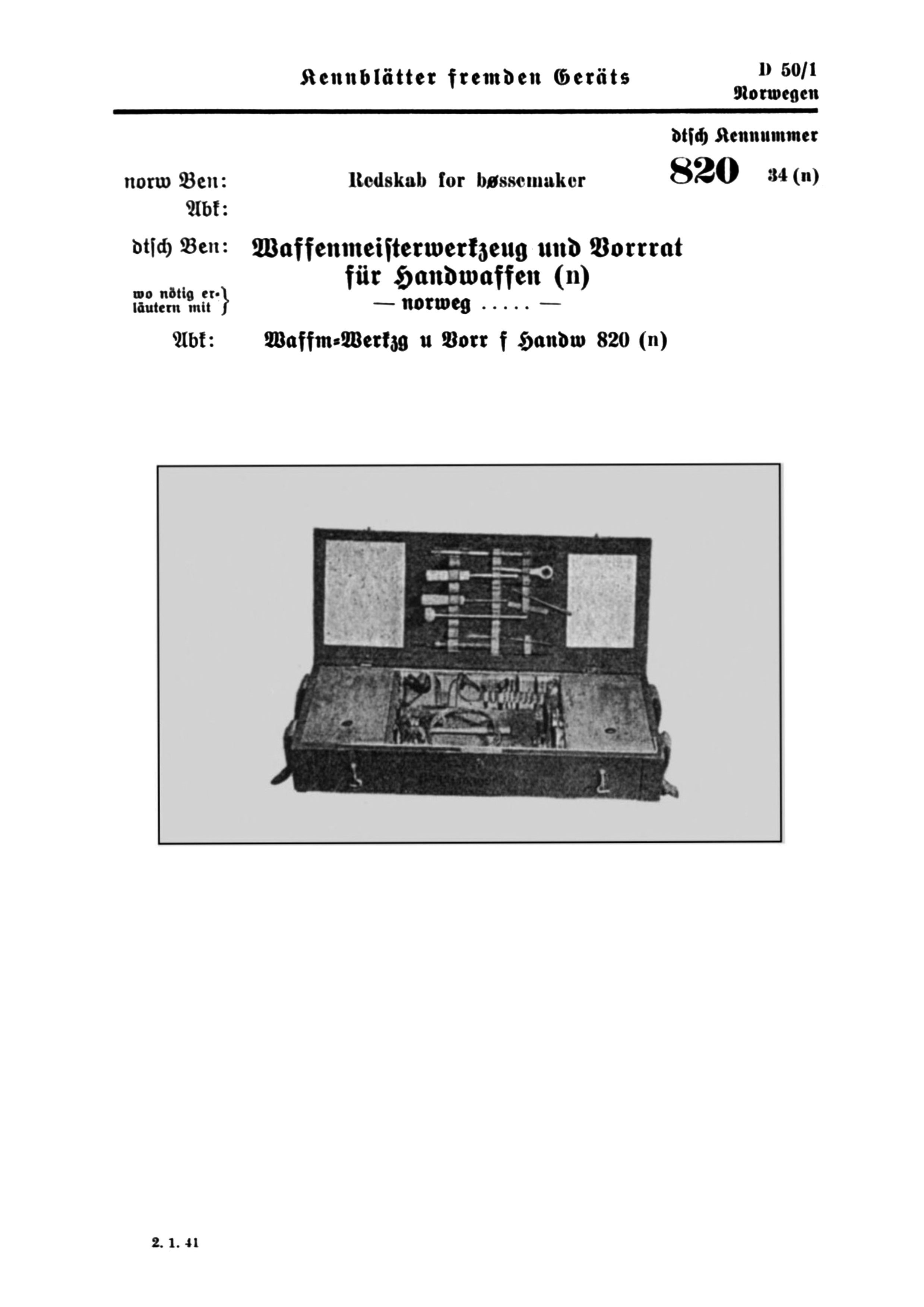
Kennblattbeispiel zu
D 50/1 Nr 820 (n)

In dieser Liste von Reinigungsgeräten gemäß den Kennblättern fremden Geräts D 50/1 wird Zubehör zur Reinigung von Handwaffen aufgeführt, die vom reichsdeutschen Heereswaffenamt verzeichnet wurden.
Nachfolgend ein Überblick/Auszug zur offiziellen Dokumentation Kennblätter fremden Geräts D 50/1: Handwaffen.

## Hinweise zur Liste
Aufbau der Tabelle
Untenstehende Tabelle führt folgenden Spalteninhalte:
- dtsch. Kennnr. (deutsche Kenn-Nummer), dies entspricht dem Originalindex in den Kopfzeilen der Kennblätter mit Kennnummer, Stoffgebietenummer und Beutezeichen.
- Abk. dtsch. Ben. (Abkürzung deutsche Benennung), Originalbezeichnung entnommen aus der fünften Zeile der Kennblätter.
- Landesbez. nach HWA (Heereswaffenamt), Originalangaben entnommen aus der ersten Zeile der Kennblätter.
- (Wikipedia-Artikel) Link zum Wikipedia-Artikel in runden Klammern in der zweiten Zeile unter Landesbez. nach HWA.
- Bild, eine Bildauswahl aus Wikipedia für dieses Objekt.
- Bemerkungen, Originalangaben entnommen aus den erweiterten Angaben der Kennblätter.

 Info: Die in der Tabelle angegebenen Originaleinträge sollen nicht geändert werden, weil diese den Angaben aus den Kennblättern entsprechen. Nach neuerem Forschungsstand sind teilweise Errata in den Kennblättern erkannt worden. Diese werden unten im Abschnitt Anmerkungen jeweils zur Kenn-Nummer erläutert. Die Wikilinks in den runden Klammern sollten das Lemma der entsprechenden Artikel in Wikipedia enthalten.
| dtsch. Kennnr. | Abk. dtsch. Ben.                          | Landesbez.nach HWA (Wikipedia-Artikel)          | Bild                                  | Bemerkungen                                               |
| -------------- | ----------------------------------------- | ----------------------------------------------- | ------------------------------------- | --------------------------------------------------------- |
| 820 34 (n)     | Waffm.-Werkzg. u. Vorr. f. Handw. 820 (n) | Redskab for bøssemaker (Redskab for bøssemaker) |                                       |                                                           |
| 852 47 (n)     | R. G. 852 (n)                             | Redskab for rengøning (Redskab for rengøning)   |                                       | Reinigungsgerät für Handwaffen                            |
| 853 47 (h)     | R. G. 583 (h)                             | in D 50/1 keine Angabe                          |                                       | Reinigungsgerät für Gewehre und Karabiner                 |
| 854 47 (r)     | R. G. 854 (r)                             | in D 50/1 keine Angabe                          |                                       |                                                           |
| 857 47 (r)     | R. G. 857 (r)                             | in D 50/1 keine Angabe                          |                                       | Reinigungsgerät für Maschinenpistolen                     |
| 857 47 (r) 2   | R. G. 857 (r)                             | in D 50/1 keine Angabe                          | Ölkanne (Bild: Nr. 1)                 |                                                           |
| 857 47 (r) 3   | R. G. 857 (r)                             | in D 50/1 keine Angabe                          | zweiteiliger Wischstock (Bild: Nr. 2) |                                                           |
| 857 47 (r) 4   | R. G. 857 (r)                             | in D 50/1 keine Angabe                          | Borstenbürste (Bild: Nr. 3)           |                                                           |
| 857 47 (r) 5   | R. G. 857 (r)                             | in D 50/1 keine Angabe                          | Schraubenzieher (Bild: Nr. 4)         |                                                           |
| 857 47 (r) 6   | R. G. 857 (r)                             | in D 50/1 keine Angabe                          | Steckschlüssel (Bild: Nr. 5)          |                                                           |
| 857 47 (r) 7   | R. G. 857 (r)                             | in D 50/1 keine Angabe                          | Durchschlag (Bild: Nr. 6)             |                                                           |
| 858 47 (r)     | R. G. 858 (r)                             | in D 50/1 keine Angabe                          |                                       | Reinigungsgerät für Pz, B, 783 (r) und Sl. Pz. B. 784 (r) |
| 858 47 (r) 2   | R. G. 858 (r)                             | in D 50/1 keine Angabe                          | dreiteiliger Wischstock (Bild: Nr. 1) |                                                           |
| 858 47 (r) 3   | R. G. 858 (r)                             | in D 50/1 keine Angabe                          | Schlüssel (Bild: Nr. 2)               |                                                           |
| 858 47 (r) 4   | R. G. 858 (r)                             | in D 50/1 keine Angabe                          | Schraubenzieher (Bild: Nr. 3)         |                                                           |
| 858 47 (r) 5   | R. G. 858 (r)                             | in D 50/1 keine Angabe                          | Ölkanne (Bild: Nr. 4)                 |                                                           |